# Riserva naturale Lestra della Coscia
La riserva naturale Lestra della Coscia è un'area naturale protetta istituita nel 1971 nella provincia di Latina.
Occupa una superficie di 42 ha all'interno della Parco nazionale del Circeo.